# Phuntsho Rapten
Phuntsho Rapten, né le 24 février 1973 à Wangdue Phodrang, est un homme politique bhoutanais, membre du Conseil national depuis mai 2015 et Conseiller du gouvernement intérimaire de novembre 2023 à janvier 2024.

## Biographie
Phuntsho Rapten est né le 24 février 1973 à Wangdue Phodrang.
En mai 2015, il est nommé membre du Conseil national par le Roi Jigme Khesar Wangchuck. En décembre, il reçoit la distinction royale, propre aux membres du Conseil national, un Kabney (ou Tashi Khadar) bleu.
En mai 2018, il est nommé par le Roi en tant que Membre éminent du Conseil national pour la deuxième fois. En novembre 2018, il est élu président de la Commission des comptes publics du Conseil.
En mai 2023, après les élections sénatoriales d'avril 2023, le Roi nomme Phuntsho Rapten comme membre du Conseil pour la troisième fois.
En novembre 2023, il est nommé membre du Conseiller du gouvernement intérimaire, pendant les élections législatives de novembre 2023 et janvier 2024 par le Roi, il est ministre de l'Industrie, du Commerce et de l'Emploi.